# Olimpíada Internacional de Informática

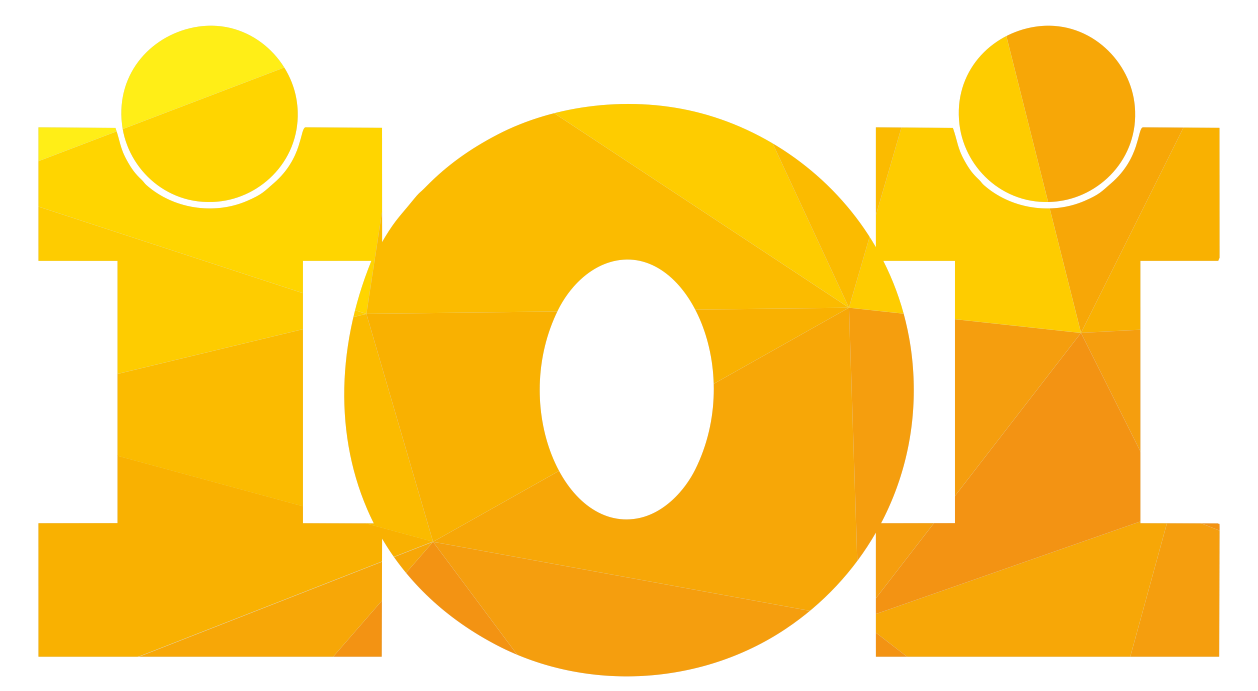
Banner da IOI 2009

A Olimpíada Internacional de Informática (International Olympiad in Informatics ou, abreviadamente, IOI) é uma das Olimpíadas Internacionais de Ciências. Realiza-se anualmente desde 1989 e é destinada a alunos do ensino médio ou que o tenham cursado no ano anterior.
A competição consiste de dois dias de provas, que consistem de problemas computacionais de natureza algorítmica. Os estudantes competem individualmente, com até quatro participando para cada país presente no evento. A competição contou com 80 países participantes em 2016, durante sua mais recente edição na Rússia, com 308 competidores. Os estudantes que compõem as delegações nacionais são selecionados através de torneios nacionais de computação.
A IOI é uma das competições de ciência da computação mais prestigiadas do mundo. Seus patronos são a UNESCO e a IFIP. Na IOI de 2009, o patrono de honra foi o presidente da Bulgária, Georgi Parvanov.

## História
A ideia de criar uma olimpíada internacional de informática para alunos de escolas foi proposta na 24ª conferência geral da UNESCO em Paris. Em maio de 1989, a UNESCO iniciou e patrocinou a primeira Olimpíada Internacional de Informática.

## Estrutura da competição
Cada delegação é composta por até quatro competidores com não mais de 20 anos e que tenham cursado uma instituição de ensino médio durante o período de setembro a dezembro do ano anterior ao ano da IOI da qual eles estão participando, e por até dois líderes.

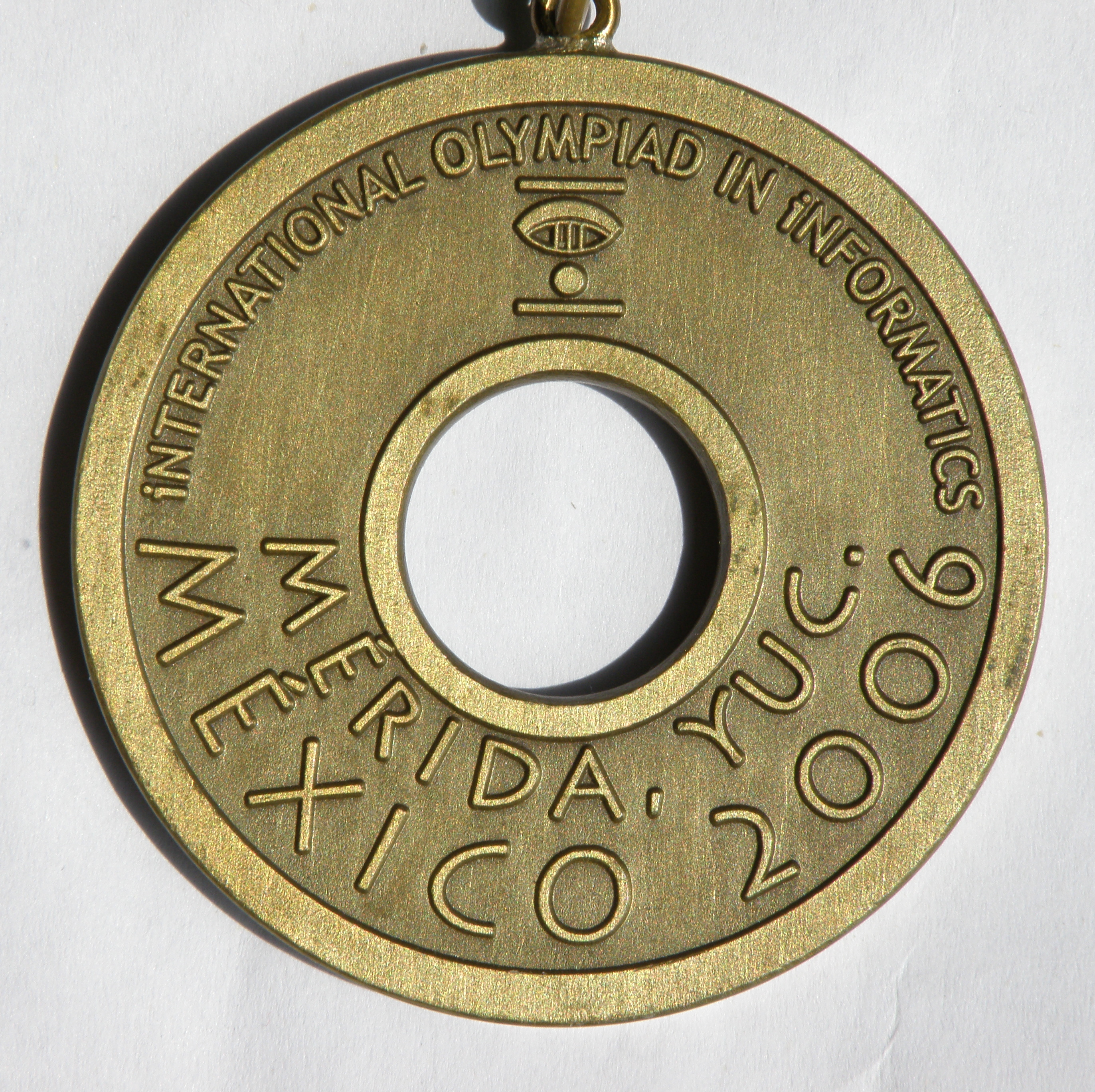
Medalha de bronze da IOI de 2006

Em cada um dos dois dias de prova os competidores são dados três problemas computacionais (em 2009 e 2010 foram quatro), os quais eles têm que resolver em cinco horas. Cada estudante trabalha individualmente, com um computador e sem ajuda externa, como por exemplo livros, professores, etc. Para resolver os problemas os competidores têm que criar programas em uma das linguagens permitidas (C, C++ e Pascal) e submetê-los antes do final do período de cinco horas. Os programas são testados com diversos casos de teste para avaliar sua eficiência e capacidade de gerar respostas corretas, sendo atribuídos pontos para o código do competidor em função de cada caso de teste que emite a resposta certa no tempo esperado  .
As pontuações obtidas em cada um dos dois são somadas para cada participante. Na cerimônia de premiação são então distribuídas as medalhas para os mais bem qualificados seguindo a proporção de ouro:prata:bronze:sem medalha seja da forma 1:2:3:6 (de forma que 1/12 dos competidores ganha medalha de ouro).

## Participação do Brasil
O Brasil participa anualmente da IOI desde 1999, enviando uma delegação com quatro estudantes, selecionados através da Olimpíada Brasileira de Informática. Suas primeiras medalhas foram uma de prata e outra de bronze conseguidas em 2001 e a primeira medalha de ouro foi conquistada em 2011.

### Tabela de medalhas
| Ano   | País           | Ouro | Prata | Bronze |
| ----- | -------------- | ---- | ----- | ------ |
| 1999  | Turquia        | -    | -     | -      |
| 2000  | China          | -    | -     | -      |
| 2001  | Finlândia      | -    | 1     | 1      |
| 2002  | Coreia do Sul  | -    | -     | 2      |
| 2003  | Estados Unidos | -    | -     | 1      |
| 2004  | Grécia         | -    | -     | 2      |
| 2005  | Polônia        | -    | -     | 2      |
| 2006  | México         | -    | -     | 2      |
| 2007  | Croácia        | -    | 1     | 2      |
| 2008  | Egito          | -    | -     | 4      |
| 2009  | Bulgária       | -    | 1     | 2      |
| 2010  | Canadá         | -    | 1     | 2      |
| 2011  | Tailândia      | 1    | -     | 3      |
| 2012  | Itália         | -    | 2     | -      |
| 2013  | Austrália      | 1    | -     | 1      |
| 2014  | Taiwan         | -    | 3     | 1      |
| 2015  | Cazaquistão    | -    | -     | 2      |
| 2016  | Rússia         | -    | 2     | -      |
| 2017  | Irã            | 1    | -     | 1      |
| 2018  | Japão          | -    | 1     | -      |
| 2019  | Azerbaijão     | -    | -     | 1      |
| 2020  | Singapura      | -    | -     | 2      |
| 2021  | Singapura      | -    | 2     | 2      |
| 2022  | Indonésia      | -    | 3     | 1      |
| 2023  | Hungria        | -    | 1     | 3      |
| 2024  | Egito          | -    | -     | 3      |
| 2025  | Bolívia        | -    | 2     | 1      |
| TOTAL | TOTAL          | 3    | 20    | 41     |

## Sedes da IOI
| Número | Ano  | País Sede        |
| ------ | ---- | ---------------- |
| 1      | 1989 | Bulgária         |
| 2      | 1990 | União Soviética♙ |
| 3      | 1991 | Grécia           |
| 4      | 1992 | Alemanha         |
| 5      | 1993 | Argentina        |
| 6      | 1994 | Suécia           |
| 7      | 1995 | Holanda          |
| 8      | 1996 | Hungria          |
| 9      | 1997 | África do Sul    |
| 10     | 1998 | Portugal         |
| 11     | 1999 | Turquia          |
| 12     | 2000 | China            |
| 13     | 2001 | Finlândia        |
| 14     | 2002 | Coreia do Sul    |
| 15     | 2003 | Estados Unidos   |
| 16     | 2004 | Grécia           |
| 17     | 2005 | Polônia          |
| 18     | 2006 | México           |
| 19     | 2007 | Croácia          |
| 20     | 2008 | Egito            |
| 21     | 2009 | Bulgária         |
| 22     | 2010 | Canadá           |
| 23     | 2011 | Tailândia        |
| 24     | 2012 | Itália           |
| 25     | 2013 | Austrália        |
| 26     | 2014 | Taiwan           |
| 27     | 2015 | Cazaquistão      |
| 28     | 2016 | Rússia           |
| 29     | 2017 | Irã              |
| 30     | 2018 | Japão            |
| 31     | 2019 | Azerbaijão       |
| 32     | 2020 | Singapura        |
| 33     | 2021 | Singapura        |
| 34     | 2022 | Indonésia        |
| 35     | 2023 | Hungria          |
| 36     | 2024 | Egito            |
| 37     | 2025 | Bolívia          |
| 38     | 2026 | Uzbequistão      |
| 39     | 2027 | Alemanha         |
| 40     | 2028 | Japão            |
| 41     | 2029 | Bulgária         |